# Johan Boskamp
Pour les articles homonymes, voir Boskamp.
Johannes Boskamp, dit Johan Boskamp, né le 21 octobre 1948 à Rotterdam aux Pays-Bas, est un footballeur international néerlandais devenu entraîneur.

## Biographie
Boskamp a commencé sa carrière de joueur dans le club de sa ville natale HOV Rotterdam en 1959, se forgeant une réputation de milieu doué. Il a passé cinq ans à Rotterdam, avant de passer au Feyenoord Rotterdam et puis dans l'équipe nationale des Pays-Bas. Par la suite il a trouvé sa vocation, se déplaçant en Belgique où il a joué pour le RWD Molenbeek. En 1975, il a été élu soulier d'or de l'année en Belgique tandis que son club gagnait également le championnat belge. À la Coupe du monde 1978, il porte le célèbre numéro 14 de Johan Cruyff lors des qualifications contre l'Écosse. 
Sa carrière d'entraîneur a commencé au Lierse SK tandis qu'il passait également à Denderhoutem, à KSK Beveren et au KV Courtrai. Son plus grand succès en tant qu'entraîneur est venu dans les années 1990 où il a été nommé T1 du RSC Anderlecht. Le club avait été dominateur en Belgique pour les années 1950 et 60 avant d'être dépassé par le FC Bruges et le Standard de Liège pour une grande partie des années 1970 et 80. En tout, Johan a gagné trois championnats belges consécutifs avec Anderlecht en 1993, 1994 et 1995. Boskamp a gagné la coupe de Belgique en 1994, leur première en quatre ans. Il a également guidé le club aux dernières étapes de la Coupe Européenne.
Johan Boskamp reprend en main le Dinamo Tbilissi en 1999. Pendant son passage en Géorgie, Boskamp a mené Tiblissi à la Ligue des Champions. Il prend les commandes de l'équipe nationale géorgienne, à partir du 30 mai 1999 pour les qualifications de l'Euro 2000 contre la Norvège. La Géorgie était déjà 4e dans les qualifications et n'avait pas pris le meilleur départ quand Johan est arrivé. Il n'a pas pu reproduire le travail qu'il avait fait à Anderlecht sur l'équipe nationale et ses premiers matchs ne furent guère séduisants, avec notamment des défaites contre la Norvège (deux fois) et la Grèce. Il a délaissé son poste le 9 octobre après avoir échoué dans la qualification de la Géorgie…
Il revient en Belgique où il devient entraîneur du KRC Genk. Malgré la perte de leur buteur principal Branko Strupar, qui est parti à Derby County pour 3 millions juste avant son arrivée, Boskamp a du succès immédiatement en remportant la coupe de Belgique en 2000, battant le Standard de Liège 4-1 en finale devant 47 000 spectateurs. C'était la deuxième fois que le club gagnait ce trophée. 
En mai 2001, Johan quitte la Belgique pour Dubaï, où il est nommé entraîneur d'Al Ahli. Il poursuit à Al Wasl (Émirats arabes unis) et au Sport Kazma du Koweït où il a remporté la Koweït Cup. Ensuite, il a même donné des leçons particulières à l'équipe nationale des Émirats arabes unis.
Il signe en juin 2005 à Stoke City en Angleterre où il fait du bon travail avec cette équipe réputée "faible" en finissant 13e avec une équipe du bas de tableau… Le 23 mai 2006, il devient entraîneur du Standard de Liège jusqu'au 30 août à la suite des deux points sur douze et de l'élimination au tour préliminaire de la Ligue des champions.
À partir de novembre 2007, il dirige les joueurs de FCV Dender EH. Mais en décembre 2008, Johan Boskamp se fait implanter une prothèse et est indisponible pendant trois mois. Il est remplacé par Patrick Asselman. Le 19 mai 2009, il est démis de ses fonctions pour manque de résultat.
En juin 2024, Boskamp mit fin à sa carrière d'analyste et Standaard Uitgeverij publia l'autobiographie Boskamp - Mijn leven (Boskamp - Ma vie) en collaboration avec l’amie de Boskamp.  

## Palmarès

### Palmarès comme joueur
- 3 fois champion des Pays-Bas avec le Feyenoord Rotterdam : 1965, 1971 et 1974
- 1 fois vainqueur de la coupe des Pays-Bas avec le Feyenoord Rotterdam : 1965
- 1 fois vainqueur de la Coupe UEFA : 1974
- 1 fois champion de Belgique avec le RWD Molenbeek : 1975
- Remporte le soulier d'or en 1975

### Palmarès comme entraîneur
- 3 fois champion de Belgique avec le RSC Anderlecht : 1993, 1994 et 1995
- 1 fois vainqueur de la coupe de Belgique avec le RSC Anderlecht : 1994
- 1 fois champion de Géorgie avec le Dinamo Tbilissi : 1999
- 1 fois vainqueur de la coupe de Belgique avec le KRC Genk : 2000